# Политическа структура в Мексико
Съединените мексикански щати са федерация с представително, демокртично, републиканско управлвние съгласно конституцията от 1917 г. Конституцията установява 3 нива на управлвнив: федералния съюз, щатските правителства и местните такива. Всички власти се избират от народа чрез мажоритарна, пропрционална избирателна система или се посочват от други изборни институции.

## Видове власти
Трите отделни власти са:
- Законодателна: двукамарен Конгрес на съюза, състоящ се от Сенат и Камара на представителите, който съставая федералните закони, обявява война, налага данъци, одобрява националния бюджет и международни договори и ратифицира дипломатически договорености.
- Изпълнителна: президентът на Съединените мексикански щати, който е държавен глава и глава на правителството, както и главнокомандващ на Мексиканските въоръжени сили. Президентът също назначава правителството и офицерите с одобрението на Сената. Президентът е отговорен за изпълнението на законите и има правото на вето.
- Съдебна: Върховният съд се състои от 11 съдии, назначени от президента с одобрението на Сената. Този съд тълкува законите, произнася се по дела от федерален характер. Други институции на съдебната влст са Изборният трибунал, академичен, щатски и окръжни трибунали и Съветът на федералния съд.

Всички изборни длъжности на изпълнителаната власт се избират с мажоритарна система. представителите в законодателството се избират с мажоритарна или пропорционална система на федерално и щатско ниво. Камарата на представителите на Конгреса на съюза се състои от 300 депутати избрани на мажоритарен принцип и 200 чрез пропорционално предтавителство, за което страната е разделена на 5 избирателни района. Сенатът е съставен от 64 сенатори, по двама на щат и федералната област,32 избрани заедно на мажоритарен принцип(по 1 от щат) и 32 с пропорционална система.
Съгласно Конституцията всички щати трябва да са с републиканска форма на управление състояща се от 3 клона: изпълнителна – представена от губернатор и назначен кабинет, законадателният орган е еднокамарен конгрес, а съдебната – също се нарича Върховен съд.

## Партии
В Мексико има 3 основни водещи партии. Останалите имат малка тежест. 5 от тях не получават повече от изисквания за парламента минимум от 4% от гласовете на избори. Трите основни партии са следните:
- Институционна революционна партия (Partido Revolucionario Institucional, PRI) – центристка партия със социално-демакратически уклон, основана през 1929 г., за да обедини всички фракции на мексиканската революция; и десни, и леви мексикански политици са членували в тази партия.
- Партия на националното действие (Partido Acción Nacional, PAN) – дясноцентристка консервативна партия, основана през 1939 г.
- Партия на демократичната революция (Partido de la Revolución Democrática, PRD) – лявоцентристка партия, основана през 1989 г., сформирана от коалицията между социалистически и либерални партии и Националния демократичен фронт.

PRI държи почти хегемонна власт в мексиканската политика от 1929 г. През 1977 г. последователни реформи в избирателната реформа позволяват на опозиционни партии да спечелят постове в местната и федерална власт. Кулминацията е през 2000 г. на президентските избори, на които Висенте Фокс, кандидат на PAN, става първият избран президент от опозицията.